# Agriocnemis inversa
Agriocnemis inversa é uma espécie de libelinha da família Coenagrionidae.
Pode ser encontrada nos seguintes países: República Democrática do Congo, Djibouti, Etiópia, Quénia, Sudão e Uganda.